# Celèbdil

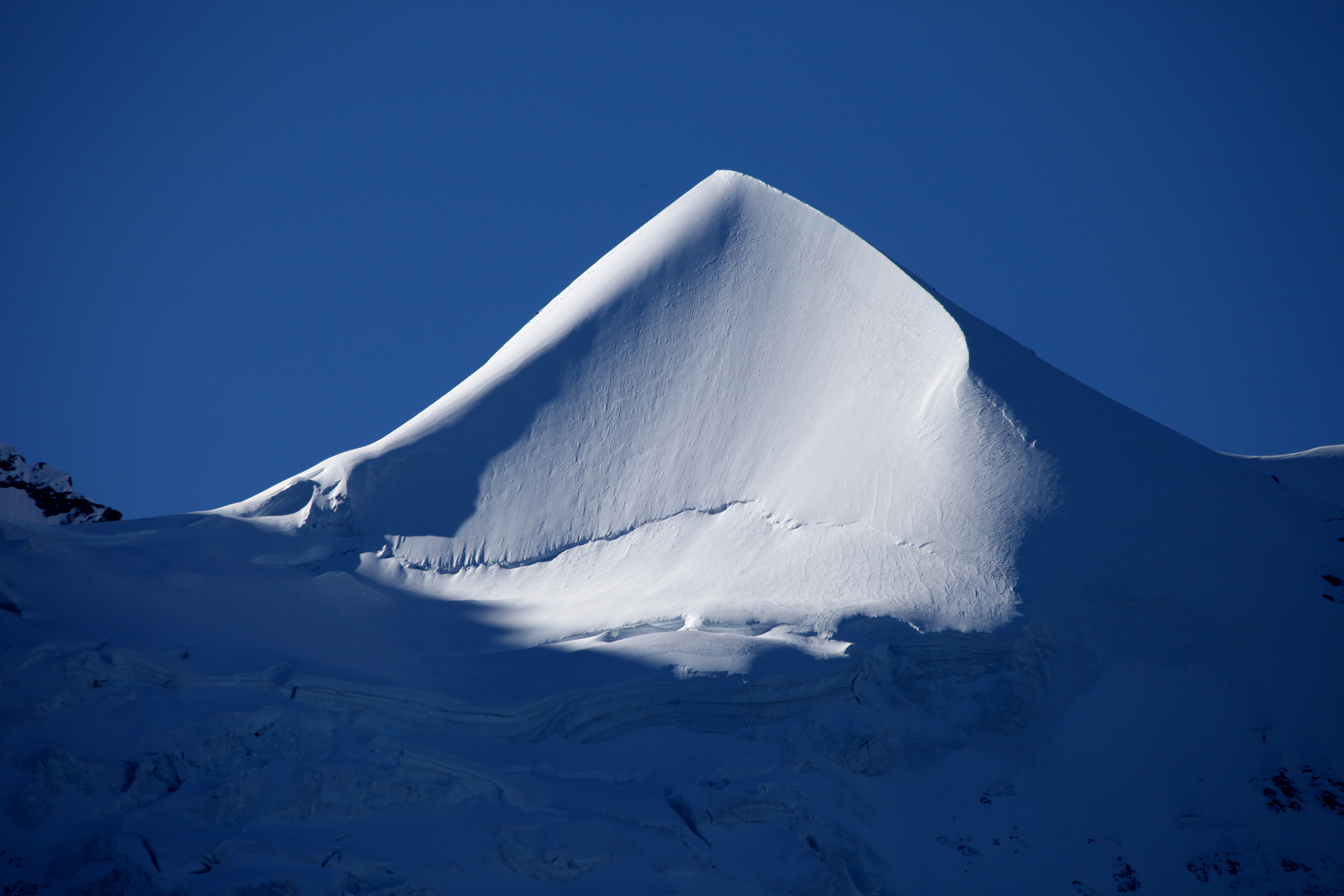
El Silberhorn

El Celèbdil (anomenat Zirakzigil en khuzdul, Zirak, per abreujar, traduït a l'anglès com Silvertine, i Punxadargent, en català), és un cim situat a les Muntanyes Boiroses, concretament el que es troba a l'extrem més occidental de les muntanyes de Mòria, els tres cims que es troben per sobre de la ciutat dels nans Khazad-dûm. Els altres dos cims són el Caradhras i Fanuídhol. La torre de Durin es trobava al cim del Zirakzigil, on va tenir lloc la darrera batalla entre Gàndalf i el Bàlrog, en la coneguda com la batalla del Cim, que va acabar amb la victòria del mag, la mort dels dos contendents i, finalment, la resurrecció de l'istari com a Gàndalf el Blanc.
En una carta de 1968, Tolkien va identificar la muntanya suïssa Silberhorn, tal com se li va aparèixer en una acampada prop de Mürren, el 1911, com el "Silvertine (Celèbdil) dels seus somnis".